# Линдсей, Дэвид
Дэвид Линдсей (англ. David Lindsay; 3 марта 1876 — 16 июля или июнь 1945) — британский писатель-фантаст, автор романа «Путешествие к Арктуру» (1920).

## Биография
Линдсей родился в шотландской семье, обосновавшейся в Лондоне, работал страховым клерком в компании Ллойда, участвовал в Первой мировой войне, после чего переехал в Корнуолл и стал писателем.
При жизни книги Линдсея не пользовались спросом. Посмертная известность пришла к нему после переиздания в 1968 году романа «Путешествие к Арктуру».

## Книги
Дебютный и самый известный роман Дэвида Линдсея «Путешествие к Арктуру» был опубликован в 1920 году и прошел незамеченным. Книга, нередко причисляемая к классике научной фантастики, представляет собой также и классическое мистико-философское произведение, где причудливые приключения главного героя, перенесшегося с Земли на далёкую планету Торманс, превращаясь в этапы духовной эволюции, ведут его к постижению сути вещей.
После «Путешествия к Арктуру» Линдсей издал ещё несколько романов, которые также не имели коммерческого успеха: «Наваждение» («The Haunted Woman», 1922), «Sphinx» (1923), «The Adventures of Monsieur de Mailly» (1926) — единственное нефантастическое произведение Линдсея, «Devil’s Tor» (1932). Посмертно (1976, в одном томе) были опубликованы романы «The Violet Apple», написанный в 1924—1925 годах, но не нашедший издателя, и «The Witch», написанный в 1930-х годах. Пьеса «A Christmas Play» была напечатана в 2003 году.
Существуют также афоризмы и философские заметки Линдсея, лишь часть из которых опубликована.

## В культуре
- Название планеты Торманс использовал Иван Ефремов в романе «Час Быка».

## Переводы
- Линдсей Д. Путешествие к Арктуру / Пер. Ю. Барабаш // Путешествие к Арктуру / Сост. А. Согрин, И. Петрушкин. СПб.: Васильевский остров, 1993. 416 с. С. 3—244. ISBN 5-7012-0359-X
- Макдональд Дж. Лилит: Роман; Линдсей Д. Путешествие к Арктуру: Роман / Пер. с англ. Е. Кузнецовой. М.: АСТ; Ермак, 2004. 605 с. (Серия: Толкин. Предшественники). ISBN 5-17-020301-2
- Линдсей Д. Наваждение / Пер. с англ. С. А. Жигалкина. М.: Языки русской культуры, 2001. 272 с. ISBN 5-7859-0205-2